# کودلوویتسه
کودلوویتسه (به چکی: Kudlovice) یک منطقهٔ مسکونی در جمهوری چک است که در ناحیه اوهرسکه هرادیشتی واقع شده‌است. کودلوویتسه ۷٫۷۶ کیلومتر مربع مساحت و ۹۰۷ نفر جمعیت دارد و ۲۰۳ متر بالاتر از سطح دریا واقع شده‌است.